# 安-卡特琳·贝格尔
安-卡特琳·贝格尔（德語：Ann-Katrin Berger，1990年10月9日—），德国職業女子足球运动员，司職守門員，現效力國家女子足球聯賽球隊紐澤西/紐約高譚和德國國家女子足球隊。她曾代表德国国家队参加2024年夏季奥林匹克运动会女子足球比赛，获得一枚铜牌。2024年，貝爾格成為首位被封德國足球小姐的守門員。